# Воздвиженка (Бахмутський район)
Воздви́женка (до 2016 року — Красний Пахар) — село Світлодарської міської громади Бахмутського району Донецької області, Україна.

## Загальні відомості
Відстань до райцентру становить близько 30 км і проходить переважно автошляхом М03. Село розташоване на берегах річки Луганка, поруч Миронівська ТЕС.

## Історія
За даними 1859 року Воздвиженське (Калинове), панське село, над річкою Лугань, 19 господи, 179 осіб, завод.

## Населення

### Мова
Розподіл населення за рідною мовою за даними перепису 2001 року:
| Мова       | Кількість | Відсоток |
| ---------- | --------- | -------- |
| українська | 208       | 62.09%   |
| російська  | 127       | 37.91%   |
| Усього     | 335       | 100%     |

За даними перепису 2001 року населення села становило 335 осіб, із них 62,09 % зазначили рідною мову українську та 37,91 % — російську.